# Nasarawa Amazons Football Club
Actualités
Le Nasarawa Amazons Football Club est un club féminin de football nigérian basé à Lafia dans l'état de Nassarawa. Il évolue en NWFL.

## Histoire
Les Nasarawa Amazons sont financées par le gouvernement de l'état du Nassarawa, un état du centre du Nigéria. C'est le pendant féminin de Nasarawa United.
En 2005, le club décroche son premier titre en battant les Bayelsa Queens en finale de coupe du Nigeria. Une nouvelle finale de coupe huit ans plus tard en 2013 se solde par une cinglante défaite face aux Rivers Angels (3-0). Les Nasarawa Amazons prennent leur revanche en finale du championnat en dominant leurs rivales aux penalties après un match nul sans buts et décrochent leur premier titre de champion du Nigeria.
Les Amazons finissent troisièmes du championnat 2014-2015, puis s'inclinent en finale du championnat 2015-2016 face aux Rivers Angels. En 2017, l'équipe est enfin sacrée championne du Nigéria, en dominant les Delta Queens en finale (1-0, but d'Amarachi Okoronkwo à la 42e minute). Le gouverneur offre au club une prime de 10 millions de nairas.
La saison suivante sourit moins au club de Nasarawa, qui échoue à nouveau en finale face aux Rivers Angels (2-0). En 2019, le club remporte la coupe du Nigeria en battant les Rivers Angels aux tirs au but en finale. Les Amazons terminent deux fois finalistes de la Flying Officers Cup en 2019 et 2020, battues par les Edo Queens puis les Bayelsa Queens.
Après avoir fini troisième du tournoi de pré-saison 2021, le club termine deuxième du championnat 2021-2022 derrière les Bayelsa Queens,. Les Amazons atteignent ensuite la troisième place du tournoi de pré-saison 2022. Elles échouent cependant à se qualifier pour le Super 6 lors du championnat 2022-2023.

## Palmarès
Championnat du Nigeria (2) :
- Champion en 2013 et 2017
- Vice-champion en 2006, 2007, 2016, 2018 et 2022[14]

Coupe du Nigeria (2) :
- Vainqueur en 2005 et 2019
- Finaliste en 2013[15]

Supercoupe du Nigeria
- Finaliste : 2018

Tournoi de pré-saison (Flying Officers Cup puis Sheroes Cup) (0) :
- Finaliste en 2019 et 2020[15]

## Personnalités

### Joueuses et anciennes joueuses notables
- Ogonna Chukwudi
- Anam Imo
- Amarachi Okoronkwo
- Christy Ucheibe
- Chinaza Uchendu